# Tava Adası
Tava Adası är en ö i Azerbajdzjan.   Den ligger i distriktet Baku, i den östra delen av landet, 11 km sydost om huvudstaden Baku.